# Orthovanilline
L'orthovanilline, o-vanilline ou 2-hydroxy-3-méthoxybenzaldéhyde est un composé organique aromatique de formule brute C8H8O3. Elle est constituée d'un cycle benzénique substitué par un groupe formyle (HC=O), un groupe hydroxyle (OH) et un groupe méthoxyle (OCH3), respectivement aux positions 1, 2 et 3.
Elle est structurellement très proche de son isomère, la (para)vanilline, qui peuvent être considérées comme des dérivés du 3-méthoxybenzaldéhyde avec un groupe hydroxyle supplémentaire, en position 2 (ortho) pour l'orthovanilline et en position 4 (para) pour la vanilline.

3-Méthoxybenzaldéhyde
orthovanilline
(para)vanilline

L'orthovanilline diffère sensiblement de son isomère :  elle ne possède pas l'odeur intense et caractéristique de vanille, et n'a donc pas d'usage alimentaire ou en parfumerie ; elle est par conséquent bien moins souvent produite et rencontrée.

## Occurrence
L'orthovanilline est présente dans les extraits et huiles essentielles de nombreuses plantes,,.

## Histoire
L'orthovanilline a été découverte en 1876 par le chimiste allemand Ferdinand Tiemann. En 1910, Francis Nölting développa des méthodes de synthèse pure et put également démontrer la polyvalence de ce composé comme précurseur synthétique d'une large série de composés, comme les coumarines. En 1920, le composé était utilisé pour teindre les peaux d’animaux.

## Propriétés

### Propriétés physiques
L'orthovanilline forme des aiguilles cristallines jaune clair. Elle fond à 43 à 45 °C et bout à 265 à 266 °C. Elle est soluble dans le THF, l'éthanol et le méthanol. Elle cristallise dans le système cristallin orthorhombique du groupe d'espace Fdd2 (n° 43) avec les paramètres de maille a = 2509.9 pm, b = 2452.2 pm, c = 479.1 pm, avec 16 unités de formule par maille.

### Propriétés biologiques
L'orthovanilline est un inhibiteur faible de la tyrosinase et présente des propriétés à la fois antimutagènes et comutagènes chez Escherichia coli,. Elle possède des propriétés antifongiques et antibactériennes modérées.

## Utilisations
L'orthovanilline peut être transformée en acide orthovanillique en la faisant fondre avec de l'hydroxyde de potassium. Celui-ci peut à son tour être mis à réagir avec le bromure d'hydrogène pour former l'acide 2,3-dihydroxybenzoïque :
De nos jours, la majeure partie de l'orthovanilline est utilisée dans l'étude de la mutagénèse et comme précurseur synthétique de produits pharmaceutiques, par exemple la bénafentrine et un composé anti-androgène appelé pentomone (en).